# Pierre Puvis de Chavannes

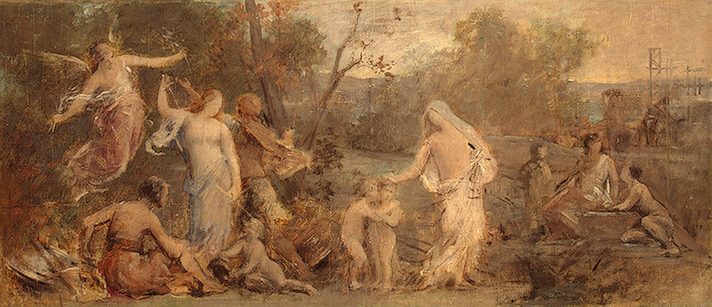
Allégorie de la vie (v. 1873)

Pierre Cécile Puvis de Chavannes (Lió, 14 de desembre de 1824 -París, 24 d'octubre de 1898) fou un pintor simbolista francès. que va exercir una notable influencia en la pintura catalana postmodernista i noucentista (de Pablo Picasso a Joaquim Torres Garcia)

## Biografia
Després d'estudiar a l'École polytechnique, va passar una temporada a Itàlia. Va decidir consagrar-se a la pintura estudiant l'obra d'Eugène Delacroix i de Thomas Couture. Va exposar al Saló de 1850, però va tenir problemes per a tornar-ho a fer.
El 1854 i el 1855, Puvis de Chavannes va realitzar frescos i pintures murals a Amiens i al panteó de París. Les seves obres, entre les quals es troben nombroses pintures murals, són pròpies del simbolisme pictòric.
Entre 1883 i 1886 va realitzar tres grans composicions murals per decorar l'escala monumental del Museu de Belles Arts de Lió.
A Montmartre, va tenir una relació amb una de les seves models, Suzanne Valadon, que es convertiria més tard en una de les artistes més importants de la seva època.
El 1890, va ser un dels fundadors de la Société Nationale des Beaux-Arts, de la qual més tard seria president, i que més tard posaria el seu nom a uns premis, primer al Musée d'art moderne du Trocadero i després al Grand Palais dels Camps Elisis.

## Tècnica
La seva tècnica preferida fou l'oli sobre llenç, però amb una característica que el feia molt especial, que era la de simular el fresc. Organitzava les obres sobre teles de gran mida, que després encolava a les parets. Els seus temes estan inspirats en mitologia, història i literatura.
Les referències clàssiques en la seva forma de treballar estan inspirades en els artistes que va conèixer durant el seu viatge a Itàlia. Es dedicà a simplificar el dibuix i a l'aplicació del color; treballa a base de grans superfícies d'un mateixa tonalitat, que es poden considerar l'anticipació de Paul Gauguin.
Les seves obres presenten una atmosfera de calma, repòs. Semblen visions que van més enllà del temps i de l'espai.

## Algunes obres
- La mort et les jeunes filles ('La mort i les noies joves')
- Le rêve ('El somni')
- Le pauvre pécheur ('El pobre pescador')
- Vigilance ('Vigilància')
- La méditation ('La meditació')
- Marie Madeleine à la Sainte-Baume ('Maria Magdalena a la Sainte-Baume')
- Sainte Genoveva ('Santa Genoveva')
- Jeunes filles au bord de la mer ('Noies joves a la vora del mar'). París, Museu d'Orsay
- Femme folle au coin de la mer ('Dona boja al racó del mar')
- L'espérance ('L'esperança')
- Femme nue agenouillée, vue de dos ('Dona nua agenollada, vista d'esquena')
- Le Doux Pays ('Escena pastoral')

## Galeria

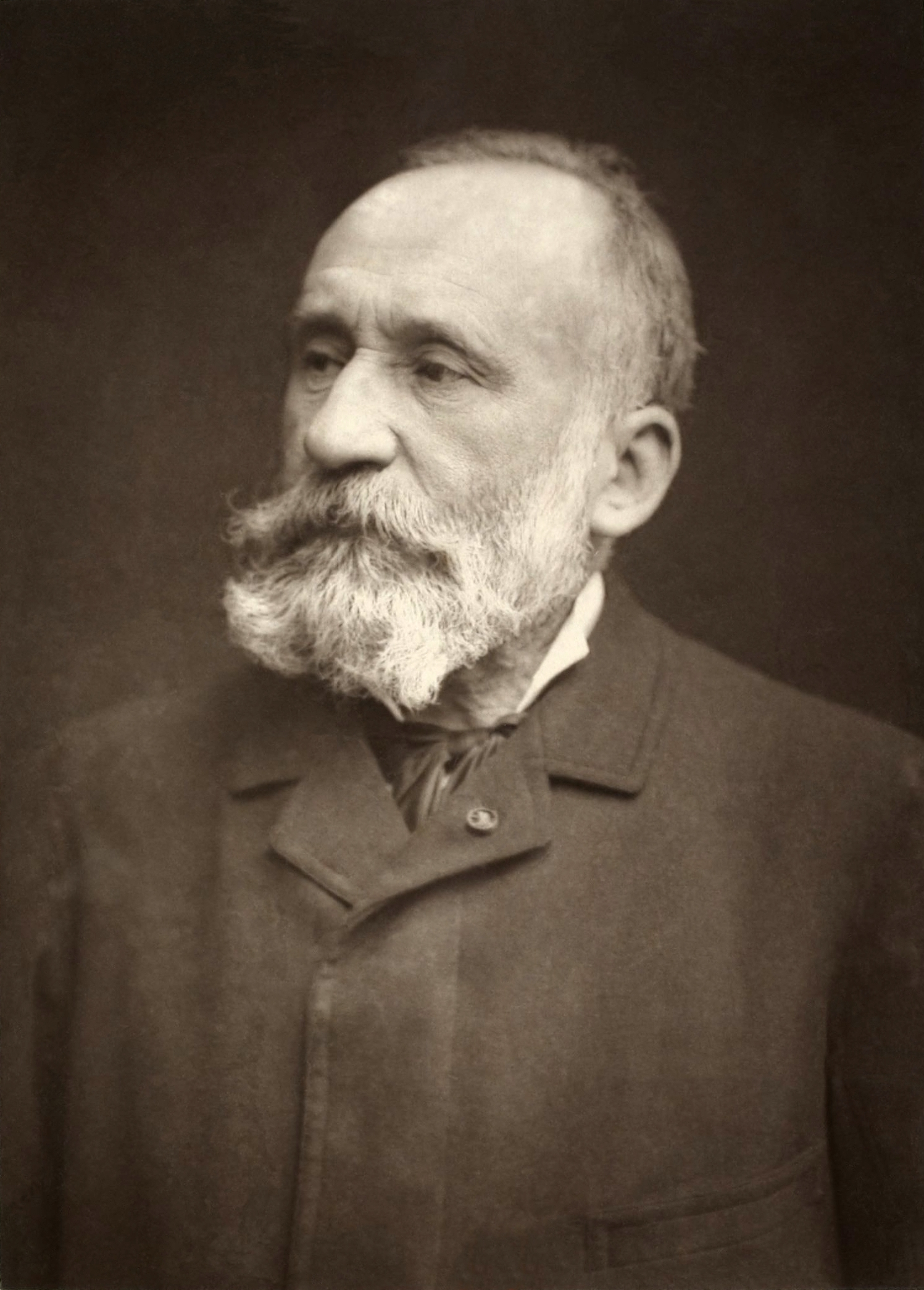
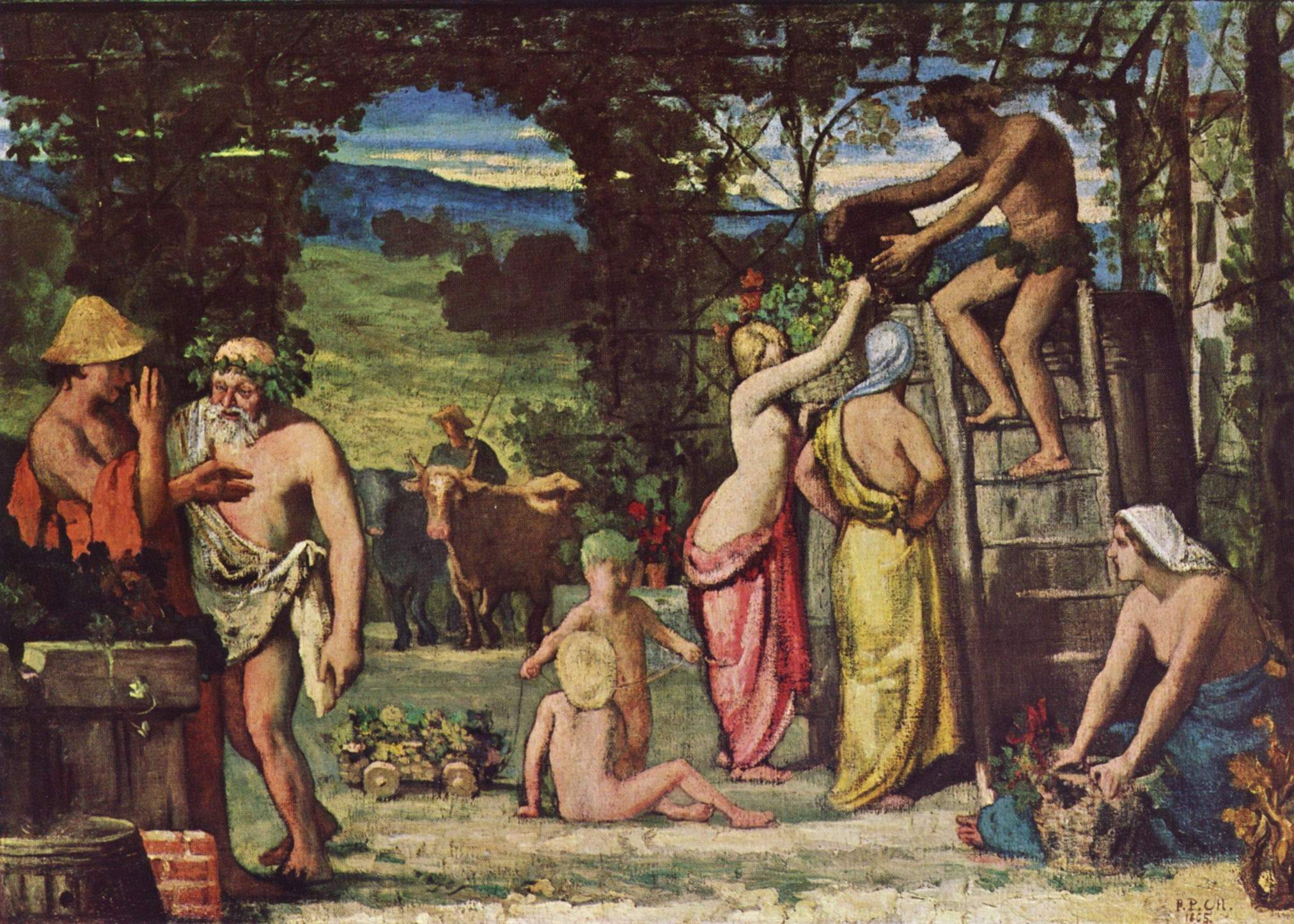
Primavera (1865)
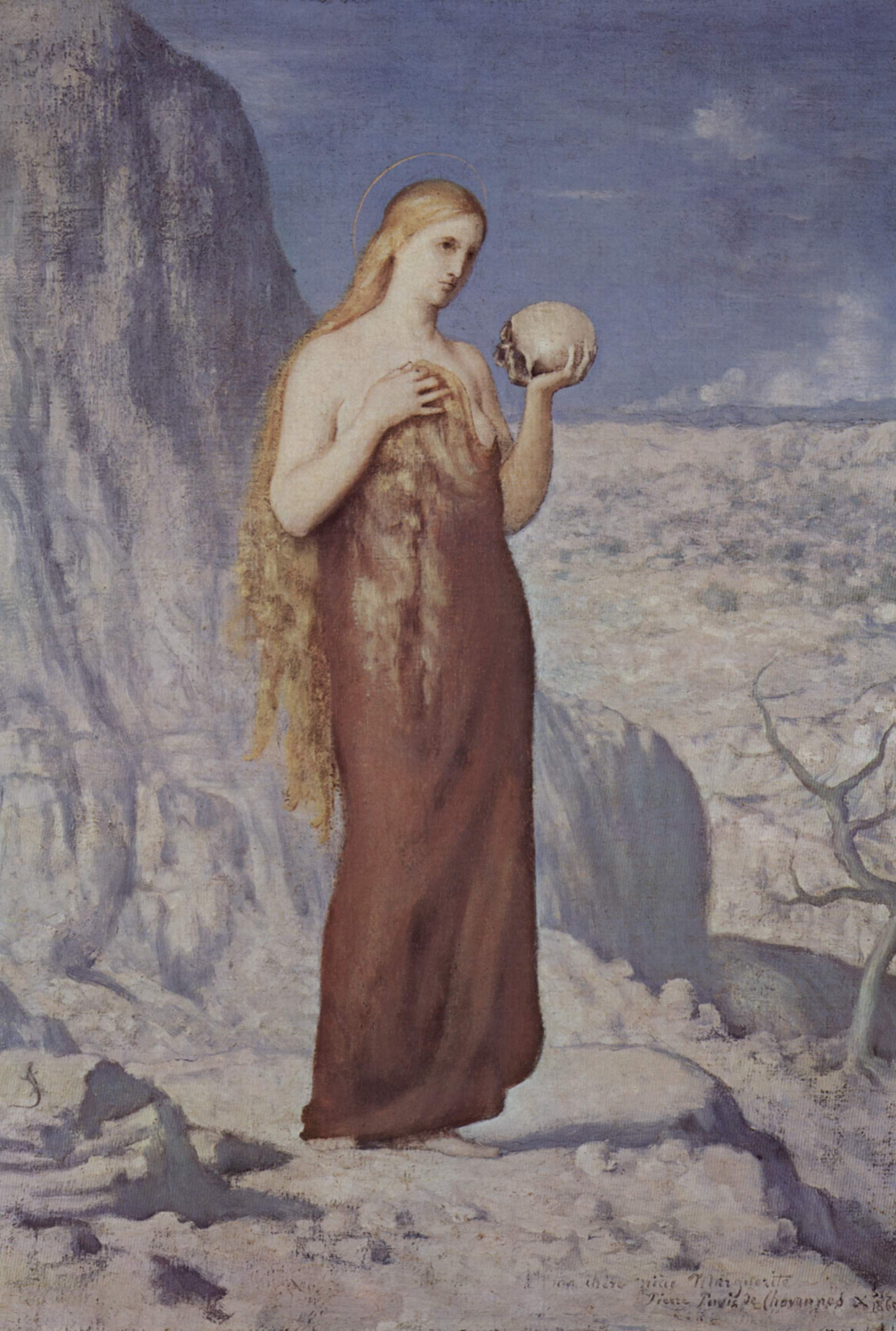
Maria Magdalena al desert (1869)
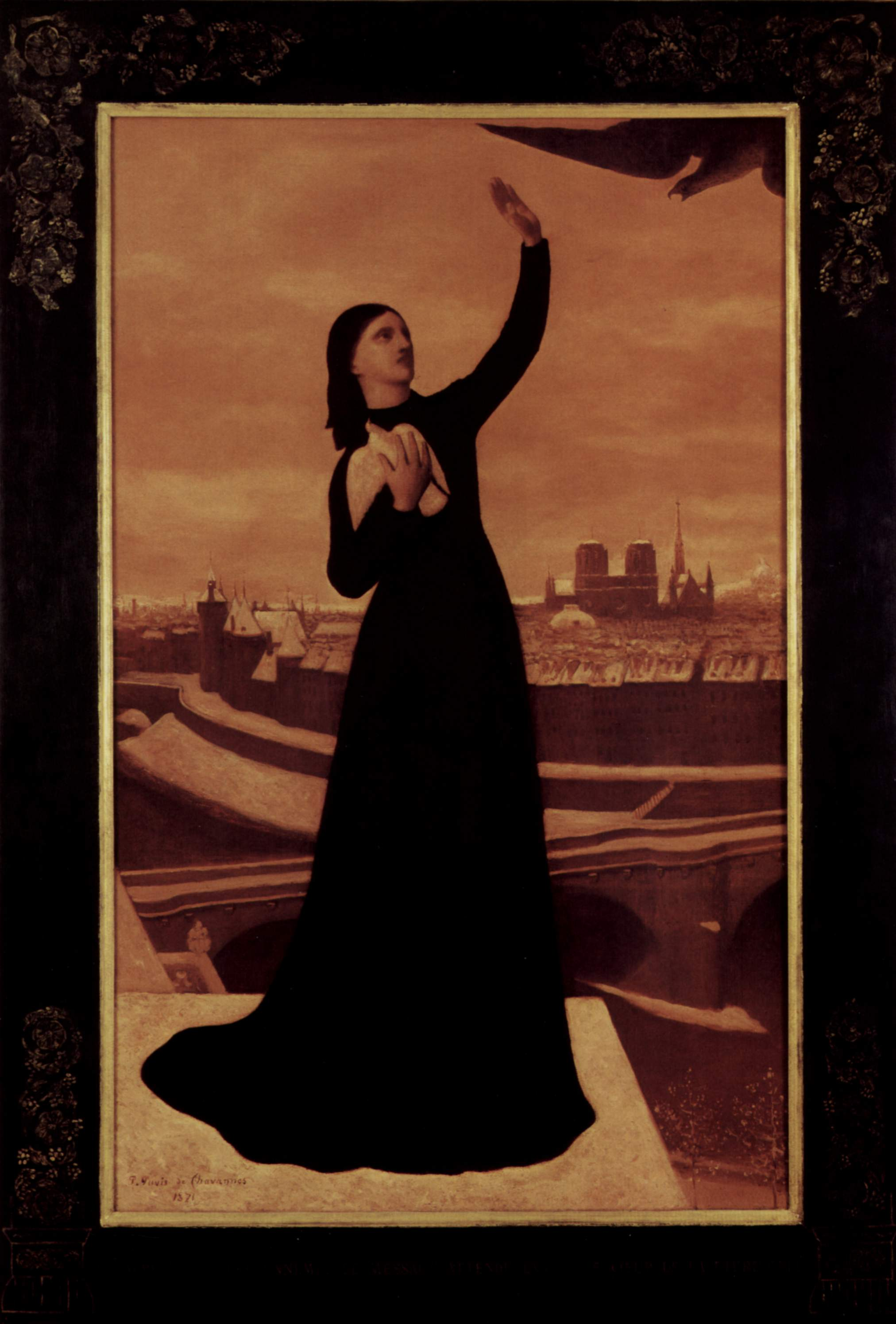
El colom (1871)
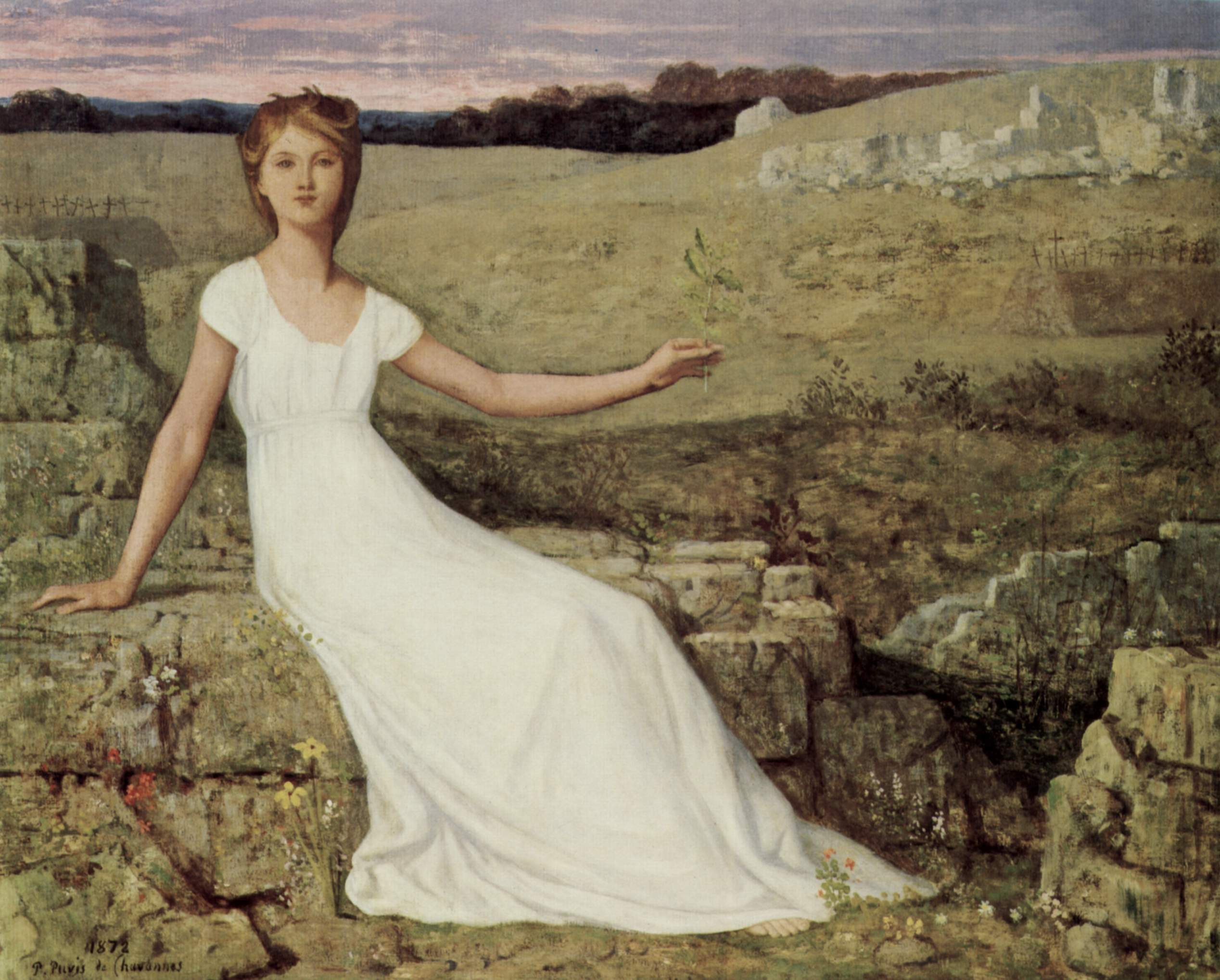
L'esperança (1872)
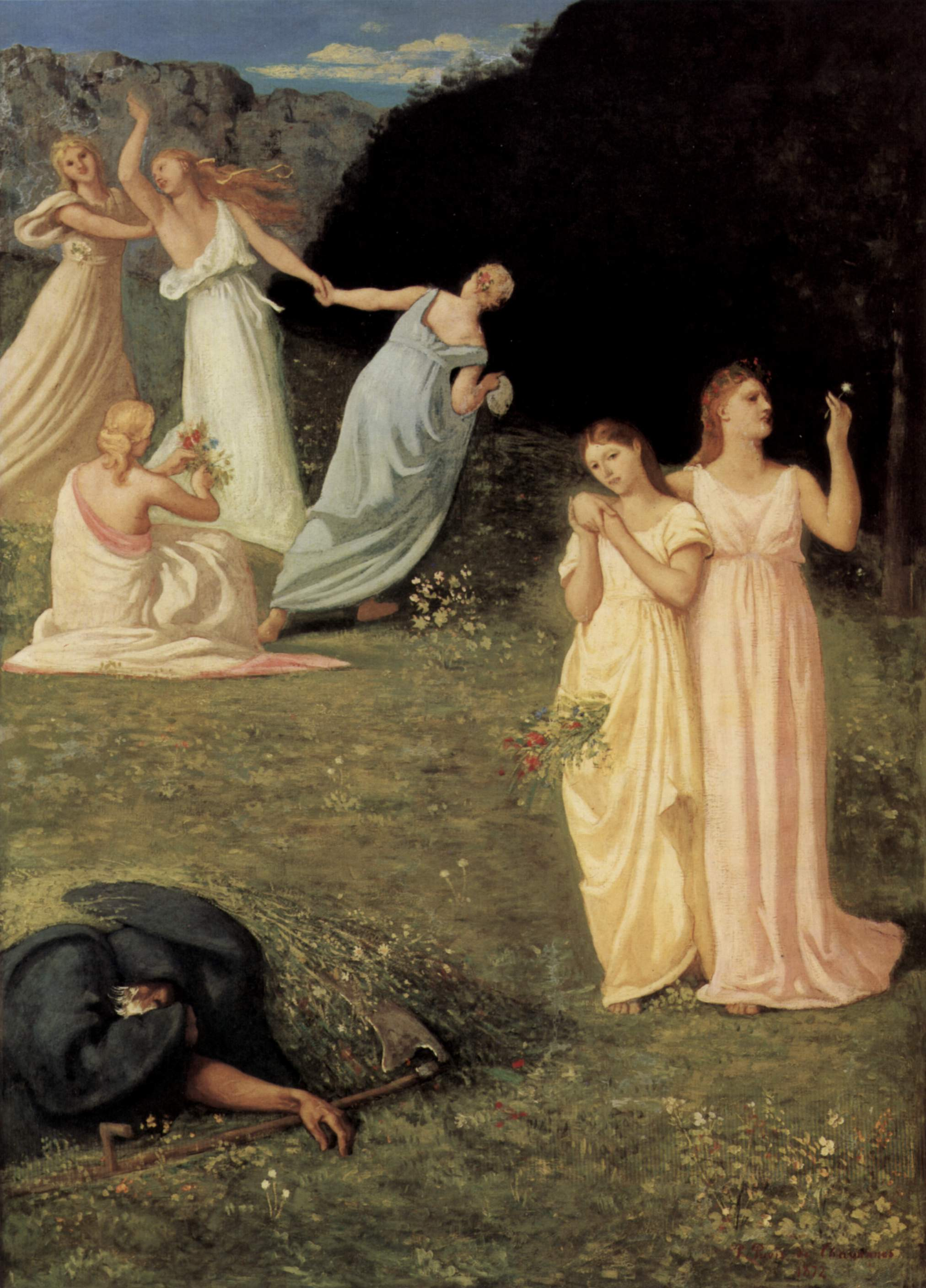
La mort i les joves (1872)
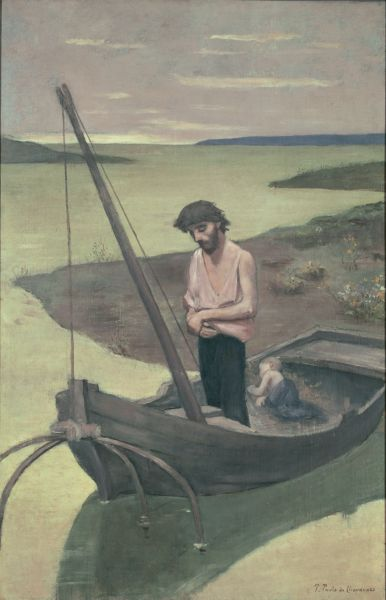
El pobre pescador (detall, 1881)
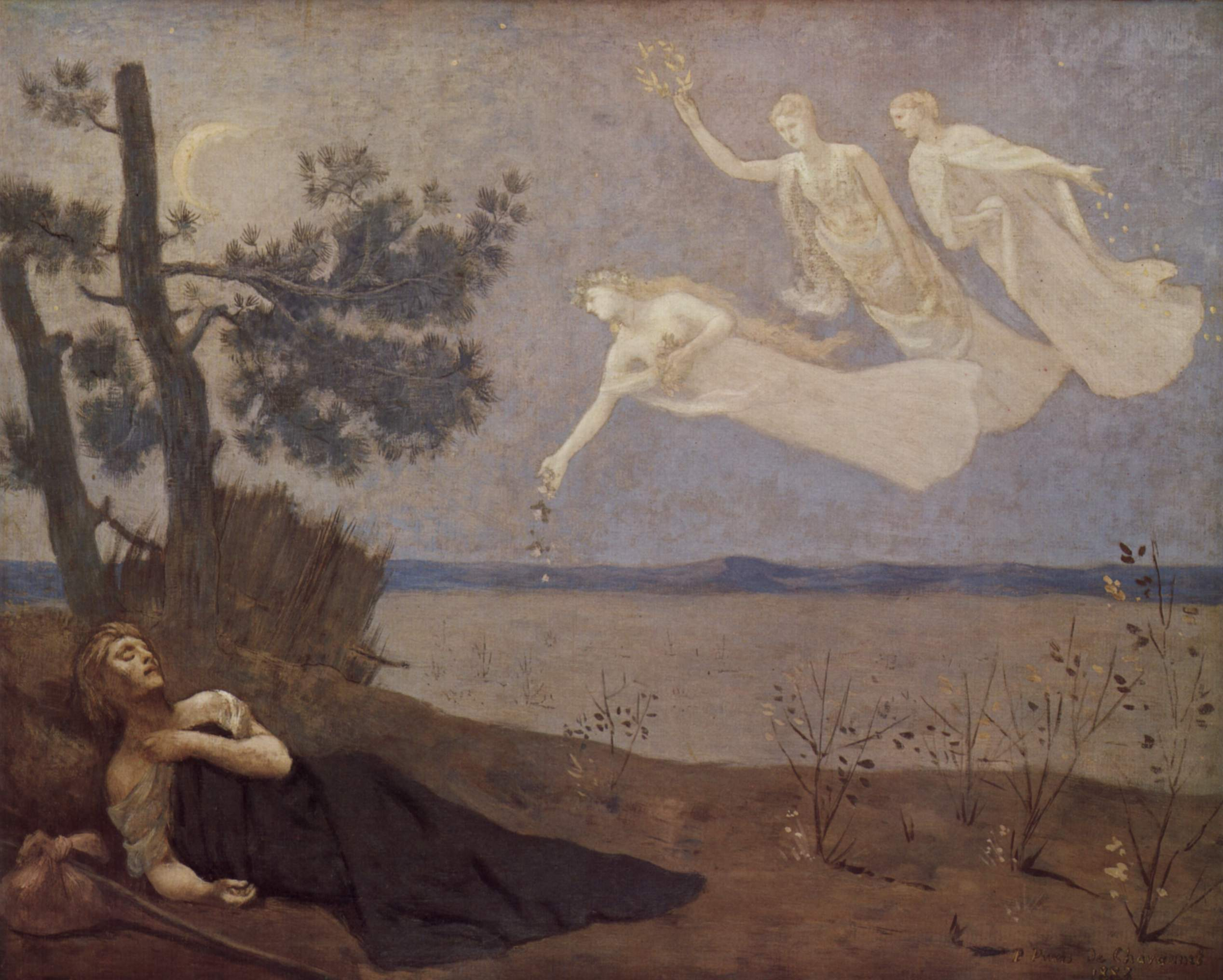
El somni (1883)